# Ponte Vittorio Emanuele II
Ponte Vittorio Emanuele II är en bro över Tibern i Rom. Den invigdes den 5 maj 1911 och är uppkallad efter Viktor Emanuel II, som var Italiens kung från 1861 till 1878. Bron förbinder Piazza Pasquale Paoli i Rione Ponte med Lungotevere Vaticano i Rione Borgo. Bron ritades av arkitekten Ennio De Rossi. På bron står bland annat statyer föreställande segerns gudinna Victoria.
Söder om bron finns resterna av Pons Neronianus.

## Bilder

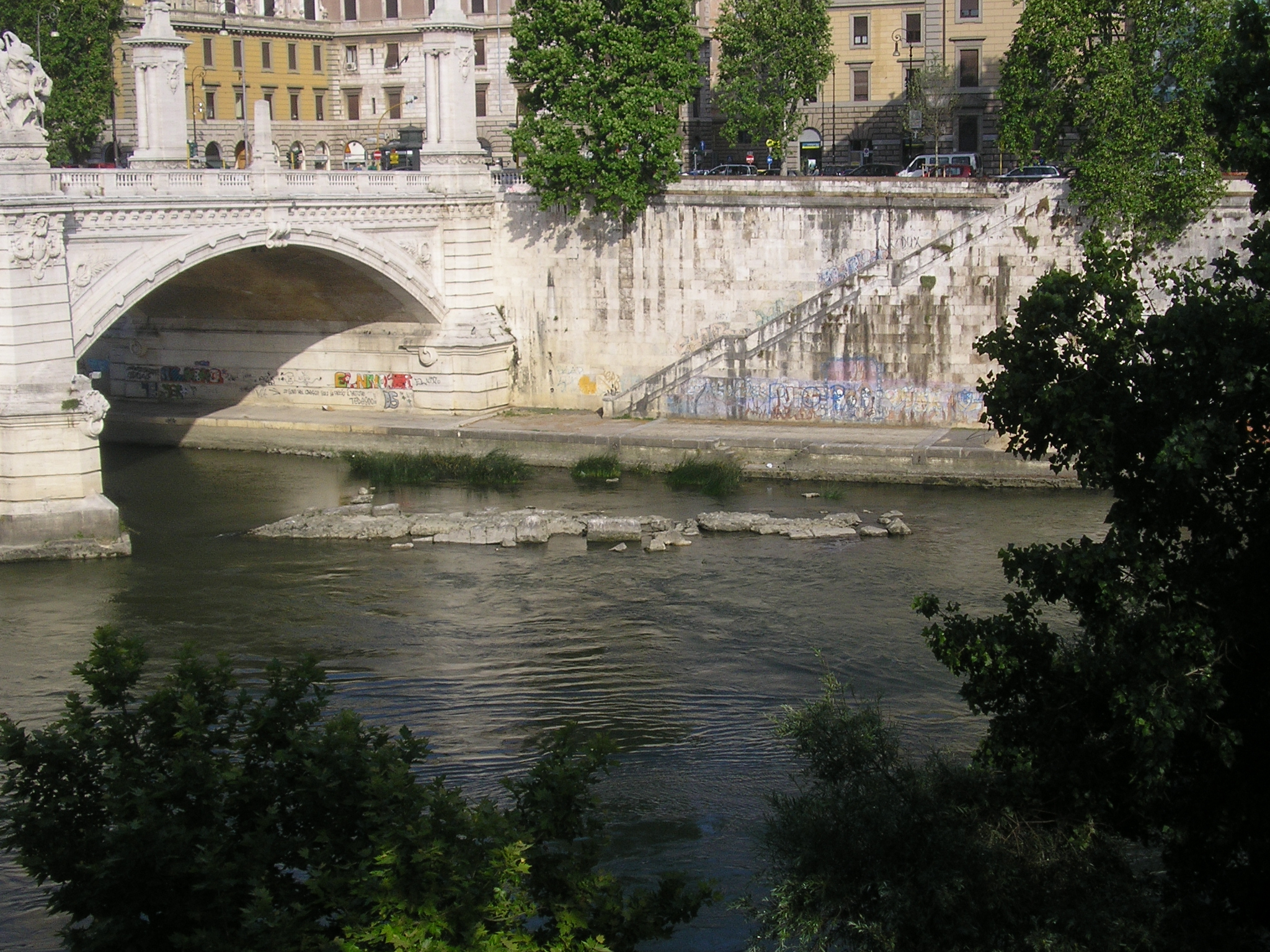
Ponte Vittorio Emanuele II med resterna av Pons Neronianus.

### Webbkällor
- ”Ponte Vittorio Emanuele II”. Sovrintendenza capitolina ai beni culturali. https://www.sovraintendenzaroma.it/i_luoghi/roma_medioevale_e_moderna/beni_architettonici/ponte_vittorio_emanuele_ii. Läst 11 januari 2025.